# Hippotion eson
Hippotion eson là một loài bướm đêm thuộc họ Sphingidae, chi Hippotion.

## Hình ảnh

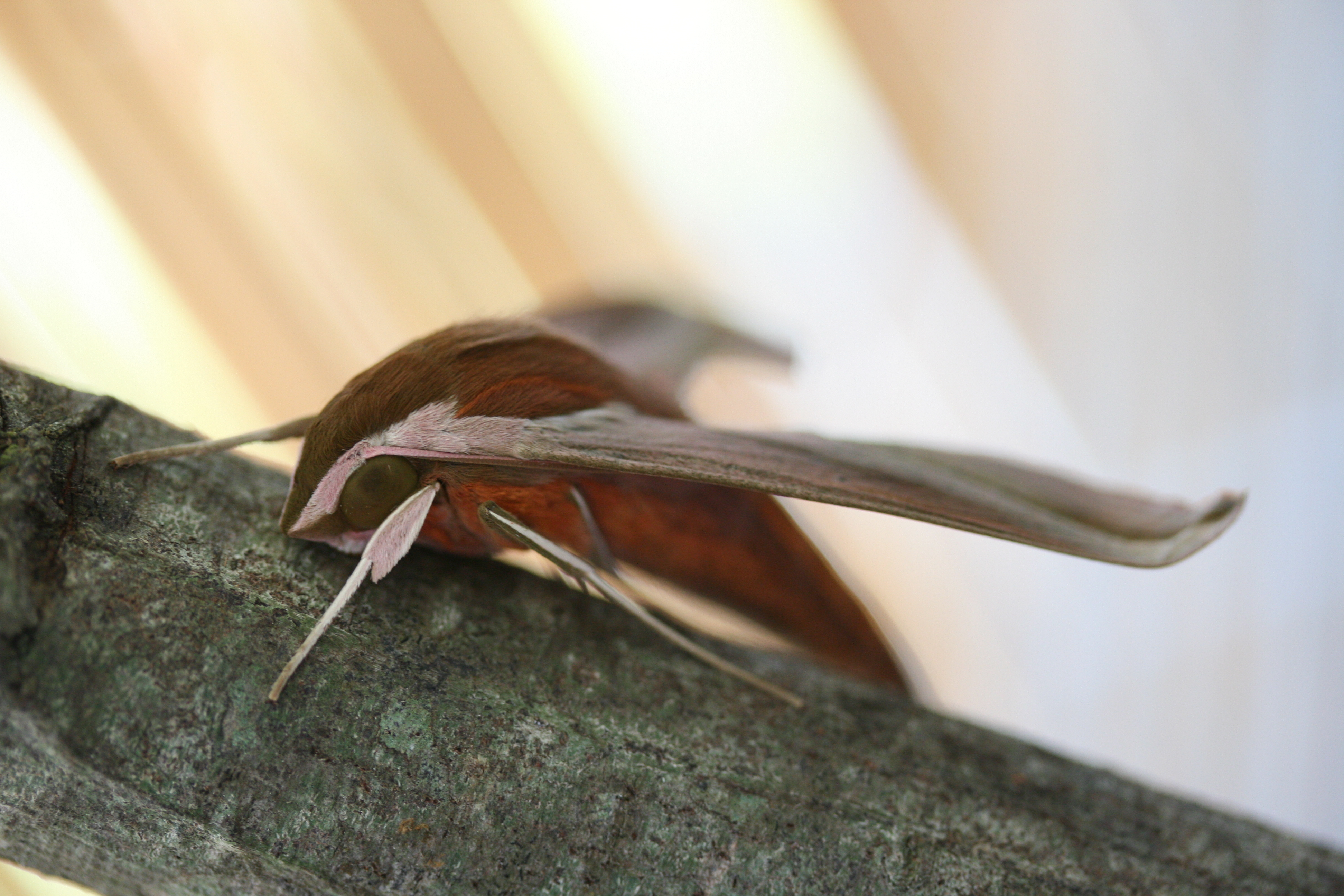
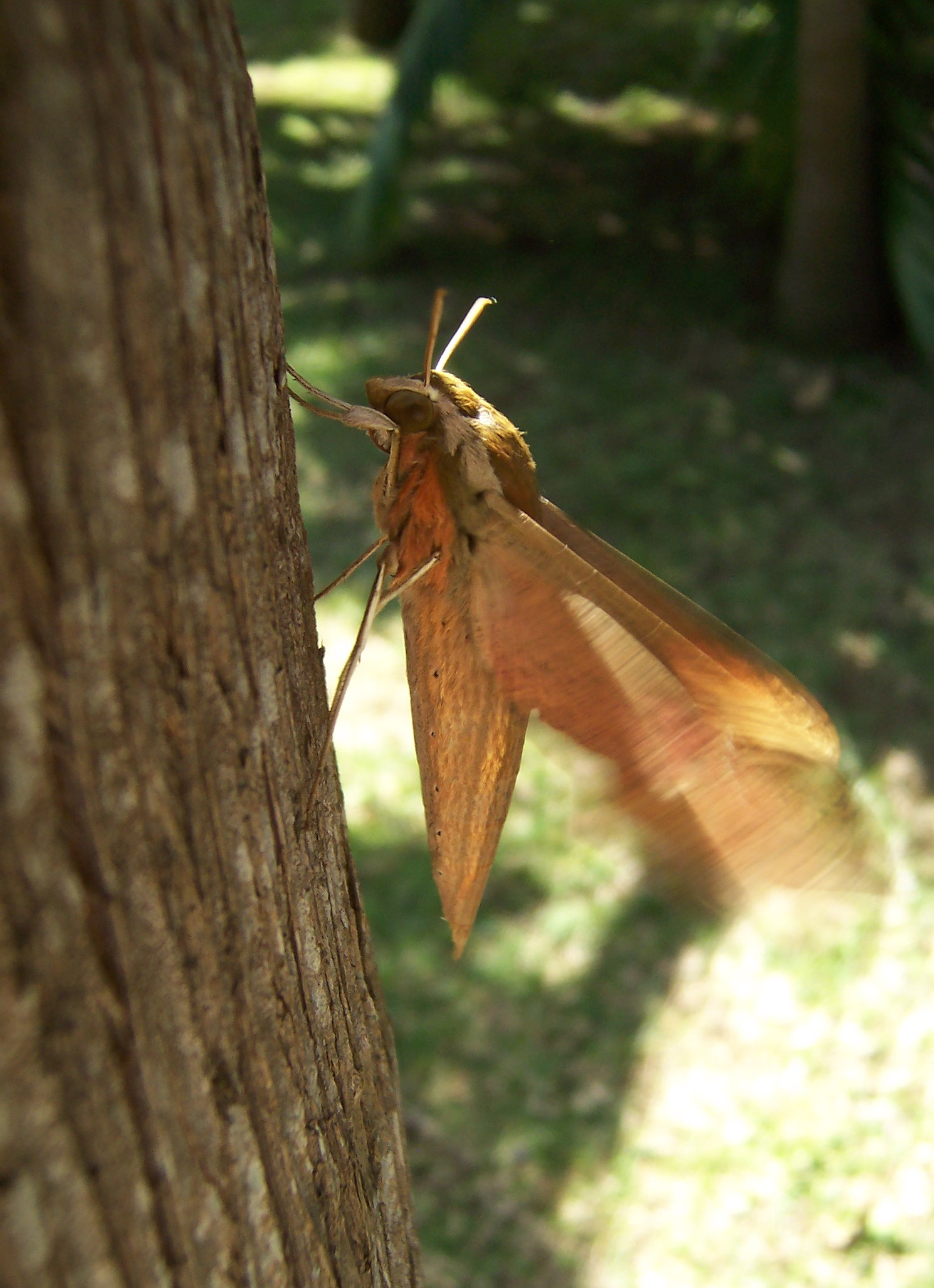
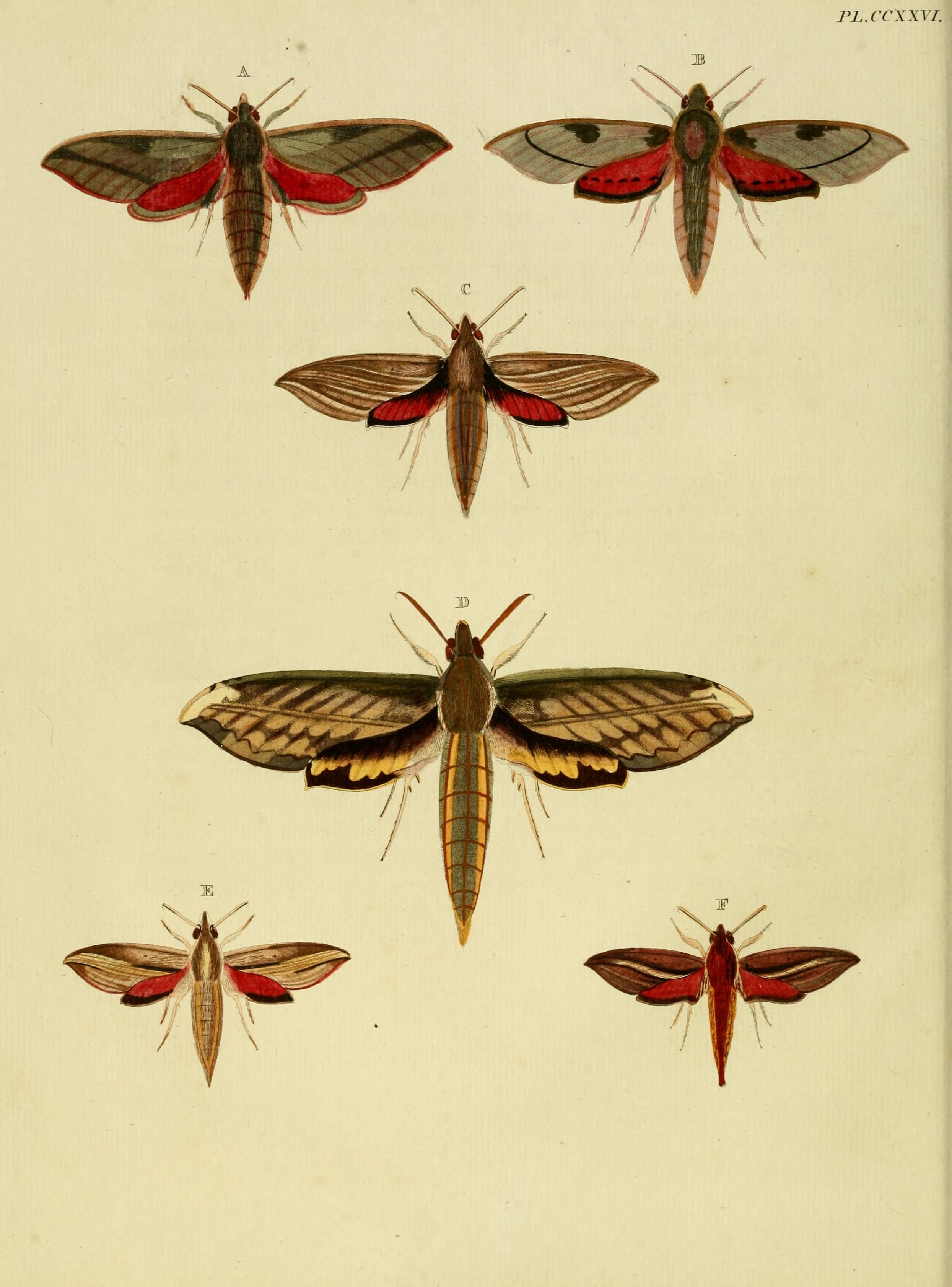
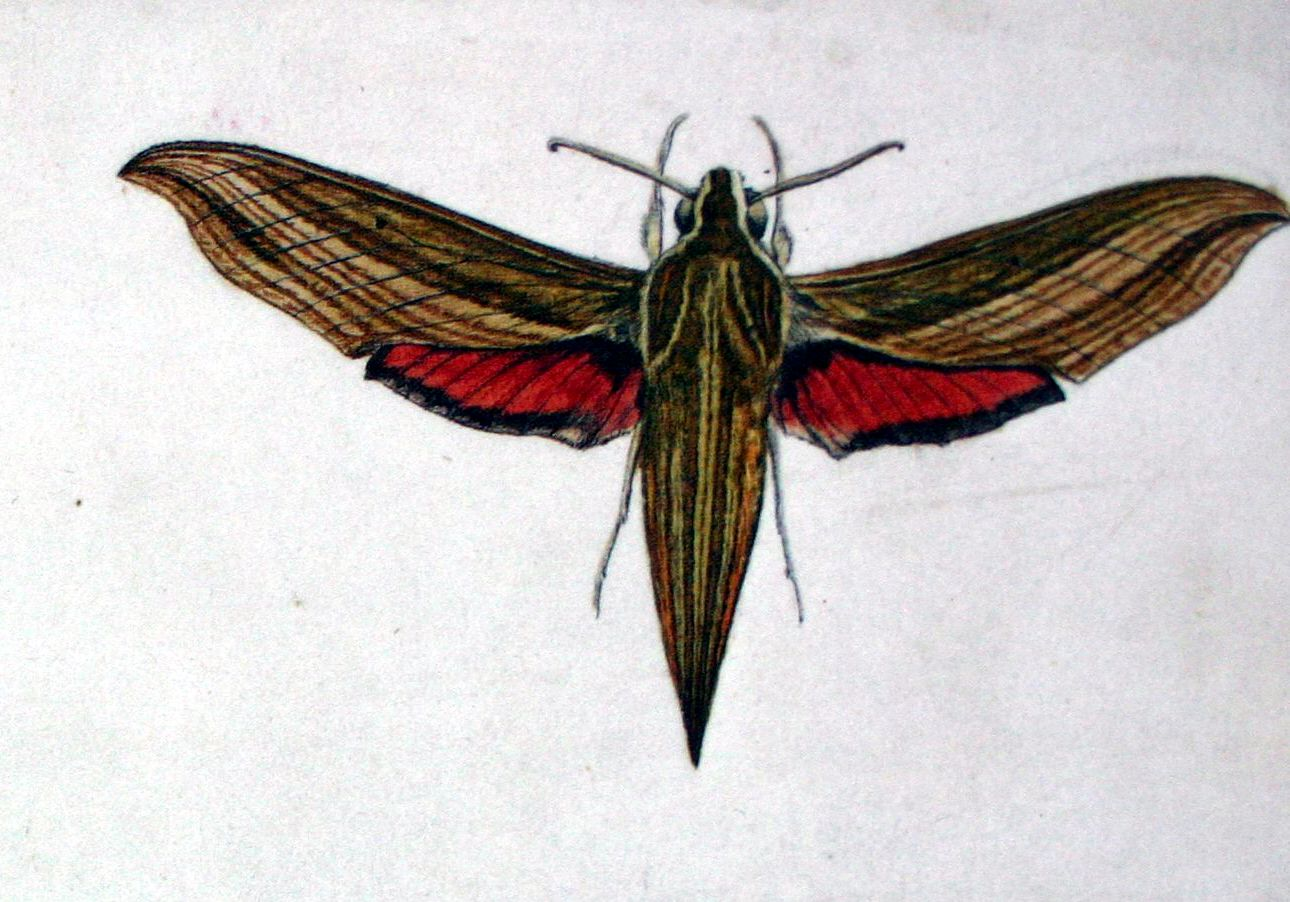